# Варгунины
Варгу́нины — предприниматели, благотворители из Ярославской губернии, владевшие Невской писчебумажной фабрикой.
Основателем династии стал Иван Григорьевич Варгунин (?—1826), который торговал писчей бумагой. Дело продолжили его сыновья: Александр Иванович (1807—1877) и Павел Иванович (1812—1880).

## Александр Иванович Варгунин
Старший из братьев Варгуниных. Санкт-Петербургский 1-й гильдии купец.
Родился 25 июля (6 августа) 1807 года. В 1820 году начал работать в лавке своего отца Ивана Григорьевича Варгунина (дата и место рождения неизвестны), торговавшего писчей бумагой, а в 1826 году, после смерти отца, сам стал вести торговые дела.
В 1839 году вместе с английским подданным Джоном Гоббертом основал Невскую писчебумажную фабрику.
Состоял на государственной службе: был членом Коммерческого суда с 23.05.1853 по 22.08.1855 и членом Учётного ссудного комитета государственного банка с 06.09.1860.
В 1857 году была создана «Компания Угличской писчебумажной фабрики» для содержания и развития уже существующей фабрики, принадлежавшей Александру Варгунину и Ивану Баннистеру. Учредителями компании стали: Александр Варгунин, коллежский секретарь Иван Баннистер и британский подданный Иван (Джон) Гобберт. Капитал компании составил 150 тыс. рублей серебром (90 тыс. руб. — стоимость имущества фабрики и 60 тыс. руб. — взнос учредителей).
В 1867 году стал соучредителем «Общества для содействия Русской промышленности и торговли».
В 1871 году было образовано «Товарищество Невской писчебумажной фабрики братьев Варгуниных». Учредители: братья Александр Иванович и Павел Иванович, а также их сыновья: Иван Александрович, Константин Александрович, Владимир Павлович.
В 1873 году стал соучредителем «Санкт-Петербургского пароходного общества», созданного для перевозки товаров и грузов из русских портов за границу и обратно.
Проживал по адресу: Караванная ул., д. 8, кв. 15 (Всеобщ. адр. книга СПб).
Жена — Прасковья Андреевна Варгунина (1817—1884). Их сыновья: Иван (1835—1878), Константин (1839—1920?), Евгений (1842—1888),  (1843—1862), Александр (1845—1878), Николай (1850—1897), Владимир (1855—1921).
Умер 4 (16) мая 1877 года. Был похоронен на Волковском православном кладбище.

## Иван Александрович Варгунин
Санкт-Петербургский 1-й гильдии купец, коллекционер предметов искусства, имел Австрийский орден Железной короны.
В 1867 году вместе с отцом стал соучредителем «Общества для содействия русской промышленности и торговли».
В 1869 году стал соучредителем «Санкт-Петербургского учётного и ссудного банка».
В 1870 году — соучредитель «Волжско-Камского коммерческого банка».
В 1870 году была утверждена концессия на Новгородскую узкоколейную железную дорогу, по которой Варгунин и Венский банкирский дом «Вейкерсгейм и Ко» обязуются построить железную дорогу от ст. Чудово Николаевской ж.д. до города Новгорода, снабдить её подвижным составом и всеми принадлежностями для эксплуатации. Срок владения дорогой по концессии 81 год. Основной капитал — 1 682 000 металлических рублей и образуется выпуском акций без всякой от Правительства гарантии, или денежных пособий. Акции могут быть выпущены в фунтах стерлингах, в голландских гульденах, в прусских талерах и франках или в кредитных рублях.
В 1870 году он стал также соучредителем «Варшавского страхового от огня общества», в котором также участвовали банкиры: Леопольд Кроненберг, Юлий Вертгейм, Г. Гинцбург. Основной капитал — 2 000 000 руб. посредством выпуска акций по 250 руб. каждая.
Учредил «Общество Новоторжской железной дороги», — совместно с князем Петром Никитичем Трубецким для сооружения и эксплуатации железной дороги от станции Осташковской Николаевской ж. д. до города Торжка. Срок владения дорогой 81 год. Основной капитал — 1 760 000 руб. посредством выпуска акций по 100 руб. каждая.
В 1871 году вошёл в число соучредителей семейного предприятия «Товарищества Невской писчебумажной фабрики братьев Варгуниных».
В 1873 году стал соучредителем Акционерного общества Готобужских фабрик и заводов. Общество было создано для содержания производства, находящегося в имении потомственного почётного гражданина Роберта Прена в деревне Готобужи (Петергофский уезд): 1) писчебумажная фабрика, 2) фабрика, изготавливающая бумажную массу из дерева, 3) стеклянный завод, 4) кирпичный завод. Основной капитал — 2 000 000 руб. посредством выпуска акций по 100 руб. каждая.
Состоял в Почётных вольных общинниках Императорской академии художеств. В 1872 году подарил академии акварель К. Ф. Гуна «Канун Варфоломеевой ночи», которая была приобретена им за 500 рублей специально для этой цели.
Проживал по адресу: Караванная ул., д. 8, кв. 13. Владел домом на Каменном острове (Петроградская часть СПб).
Жена — Ольга Игнатьевна Варгунина. Их дети: Иван, Сергей (?—1900), Владимир, Николай, Евгения, Ольга, Мария (Брудерер; 1861—1895), Параскева.
Умер 13 (25) января 1878 года и был похоронен на Волковском православном кладбище (там же был похоронен и сын Сергей, штабс-капитан 12-го драгунского Мариупольского полка).

## Константин Александрович Варгунин
Санкт-Петербургский 1-й гильдии купец, коммерции советник (с 1890).
В ежегодных Справочниках о купцах до 1890 года его образование указывалось как «домашнее», а начиная с 1891 года — «уч. Св. Петра в СПб».
В 1870 году учредил «Коммерческое страховое от огня общество» — совместно с петербургским купцом 1-й гильдии, банкиром греческого происхождения Фёдором Павловичем Родоконаки, — для страхования от огня движимого и недвижимого имущества по всей территории Российской империи. Основной капитал 500 000 руб. посредством выпуска акций по 100 руб. каждая.
В 1871 году стал соучредителем «Товарищества Невской писчебумажной фабрики братьев Варгуниных». В 1878 году возглавил фирму братьев Варгуниных.
Был гласным Санкт-Петербургской биржи (с 1879), членом Совета торговли и мануфактур (1886), членом совета Общества для содействия русской промышленности и торговли.
В 1889 году был генеральным комиссаром Русского отдела Парижской выставки.
С 1890 года член правления, а с 1908 года председатель «Санкт-Петербургского учётного и ссудного банка».

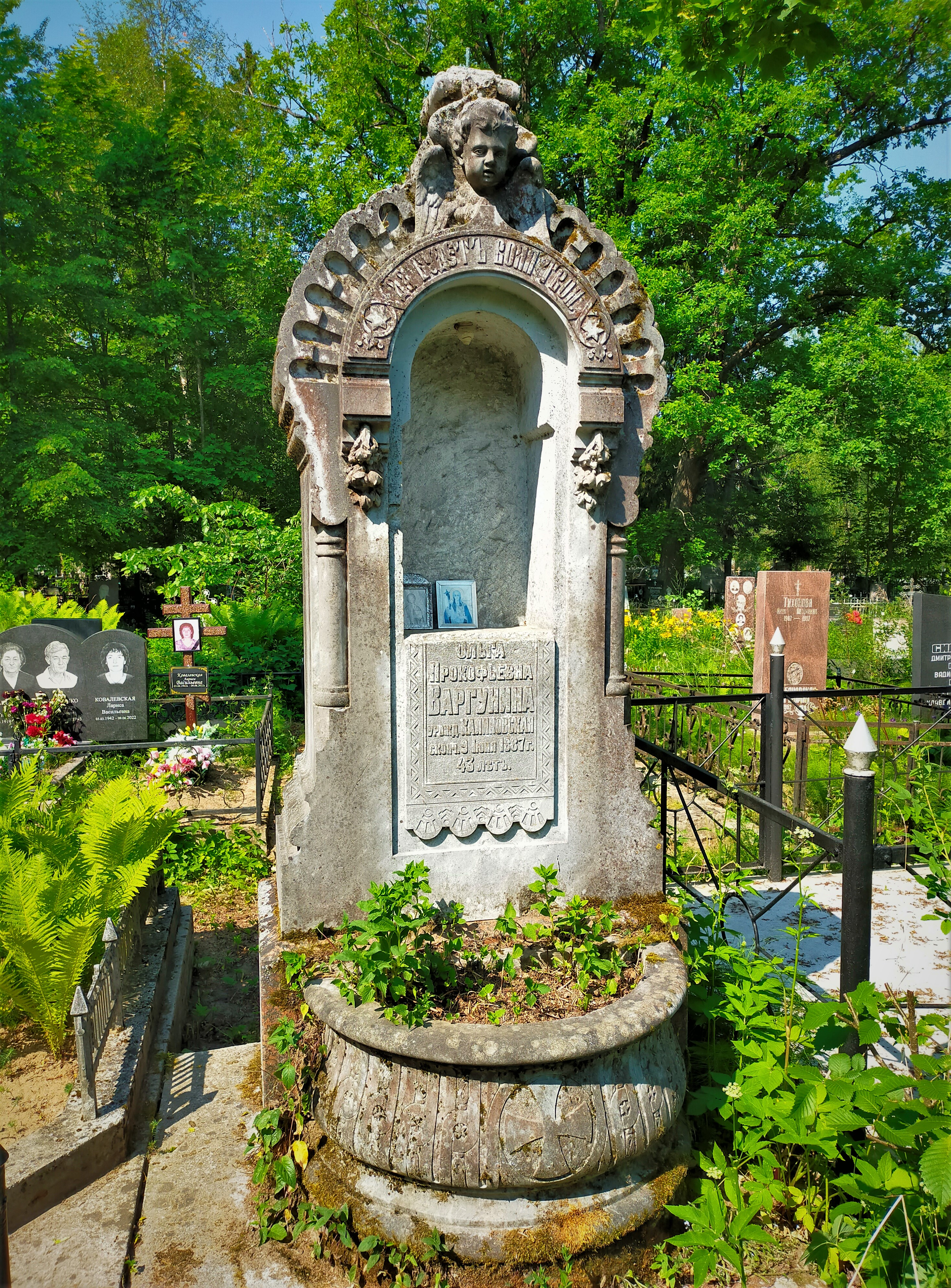
Могила О. П. Варгуниной (супруги К. А. Варгунина), Павловское кладбище

В 1892 году был одним из директоров «Общества Невского химического завода» (вместе с братом Николаем Александровичем и купцом 1-й гильдии Карлом Палем). Уставной капитал — 500 000 руб. Завод располагался по адресу: Санкт-Петербург, Шлиссельбургский уч., с. Смоленское, д. 11; численность — 180 рабочих мест. В 1900 году в связи с неудачной деятельностью Общества К. Я. Паль вышел из состава руководства.
В 1895 году совместно со статским советником греческого происхождения, получившего коммерческое образование в Лондоне, Фемистоклом Ивановичем Петрококино создал «Российское золотопромышленное общество».
В 1897 году был в числе директоров «Товарищества табачной фабрики „Саачи и Мангуби“» — вместе с Шабетай Боруховичем Мангуби (Иртлач) и директором-распорядителем Давидом Бераховичем Мангуби. Уставной капитал — 1 000 000 руб.
Проживал по адресу: Караванная ул., д. 8, кв. 2, наб. Фонтанки, 7. Построил особняк на Фурштатской улице, 52, который передал сыну Владимиру. Владел домом на улице Восстания, 45 (бывший особняк купца Мясникова), который подарил дочери Ольге Карабчевской. Перед Революцией купил «Дом Бака» на Кирочной улице, 24.
Жена — Ольга Прокофьевна Варгунина (?—1887). Дети: Владимир (1869?—?), Ольга (1880—1951).

## Николай Александрович Варгунин
Родился 3 (15) апреля 1850 года. Окончил Коммерческое училище с золотой медалью, затем — юридический факультет Санкт–Петербургского университета. По окончании университета стал работать бухгалтером на семейном предприятии — Невской писчебумажной фабрике. В 1875 году стал членом Фарфоровского приходского попечительства, которое заботилось о просвещении местного населения. Председателем попечительства до 1888 года был его двоюродный брат, Владимир Павлович Варгунин. Благодаря Н. А. Варгунину в Невском районе возникли несколько начальных школ, технические и воскресные классы, библиотеки, «Невское общество по устройству народных развлечений» с читальней и театром, другие просветительные учреждения. За свою выдающуюся деятельность по народному просвещению Н. А. Варгунин в 1895 году был награждён большой золотой медалью Императорского вольного экономического общества. Был гласным Санкт-Петербургской думы и Санкт-Петербургского губернского и уездного земств. Умер 8 (20) сентября 1897 года.

## Павел Иванович Варгунин (1812—1880)
Потомственный почётный гражданин.
С 1871 года участвовал в семейном предприятии «Товарищество Невской писчебумажной фабрики братьев Варгуниных».
Состоял на службе: членом Учётного и ссудного комитета государственного банка (с 13.02.1872), членом Совета Санкт-Петербургского коммерческого училища (с июля 1874).
Проживал в доме на Английской набережной, 24 (Дом О. Н. Варгуниной).
Первая жена — Елизавета Максимовна Иванова, дочь купца 3-й гильдии. Их дети: Владимир (1840—1888), Людмила (1843? — после 1856).
Вторая жена — Ольга Николаевна Варгунина, урождённая Медникова (1827—1901). У них родилось 11 детей: Николай (1850—?), Екатерина (Попова; 1852—1936), Николай (1854—1854), Ольга (Никифорова; 1855—?), Елизавета (1856 — после 1917), Зинаида (1857—1858),  Сергей (1858—?), Павел (1859—1900), Параскева (1861—1861), Александр (1862—?), Иван (1867—1930).
Дочь, Елизавета Павловна, была гражданской женой И. А. Шляпкина (1887—1891), в официальном браке не состояла.

## Владимир Павлович Варгунин
Окончил кандидатом Императорский Санкт-Петербургский университет. Управляя фабрикой, много сделал для улучшения быта рабочих: так, он основал фарфоровское попечительство, школу для рабочих, общежитие, воскресные школы для взрослых и т. д. Умер 12 (24) ноября 1888 года, похоронен на Никольском кладбище Александро-Невской лавры.

## Комментарии
1. ↑  Ольга Константиновна была замужем несколько раз. Первый муж — Иван Николаевич Глинка (?— 1919/20) — офицер для поручений при военном министре, сын баронессы В. И. Икскуль фон Гилленбанд. Специализировался на перепродаже земель, лесов в Смоленской, Новгородской, Черниговской и Волынской губерниях. — см. «История Петербурга». — № 5 (15). — 2003. — С. 80. Её вторым мужем был адвокат Н. П. Карабчевский, который оказывал правовую поддержку и был акционером «Санкт-Петербургского учётного и ссудного банка»